# ヘンリー・ヴァサル＝フォックス (第3代ホランド男爵)
第3代ホランド男爵ヘンリー・リチャード・ヴァサル＝フォックス（英語: Henry Richard Vassall-Fox, 3rd Baron Holland, PC、1773年11月21日 - 1840年10月22日）は、イギリスの政治家、貴族。
ホランド男爵フォックス家に生まれる。1774年に幼くしてホランド男爵位を継承し、1796年から貴族院議員として議会入りした。ホイッグ党指導者である叔父チャールズ・ジェイムズ・フォックスの思想を受け継いで自由主義的な政治活動を行った。19世紀前期のホイッグ党内の改革派閥「旧派ホイッグ」の領袖であり、彼の屋敷ホランド・ハウスは改革派議員が集まる重要な会合の場所となった。1830年からのホイッグ党政権では重鎮閣僚として外交に影響を及ぼしたが、叔父と同じく親仏派であったため、外務大臣の第3代パーマストン子爵ヘンリー・ジョン・テンプルとしばしば対立した。

## 経歴

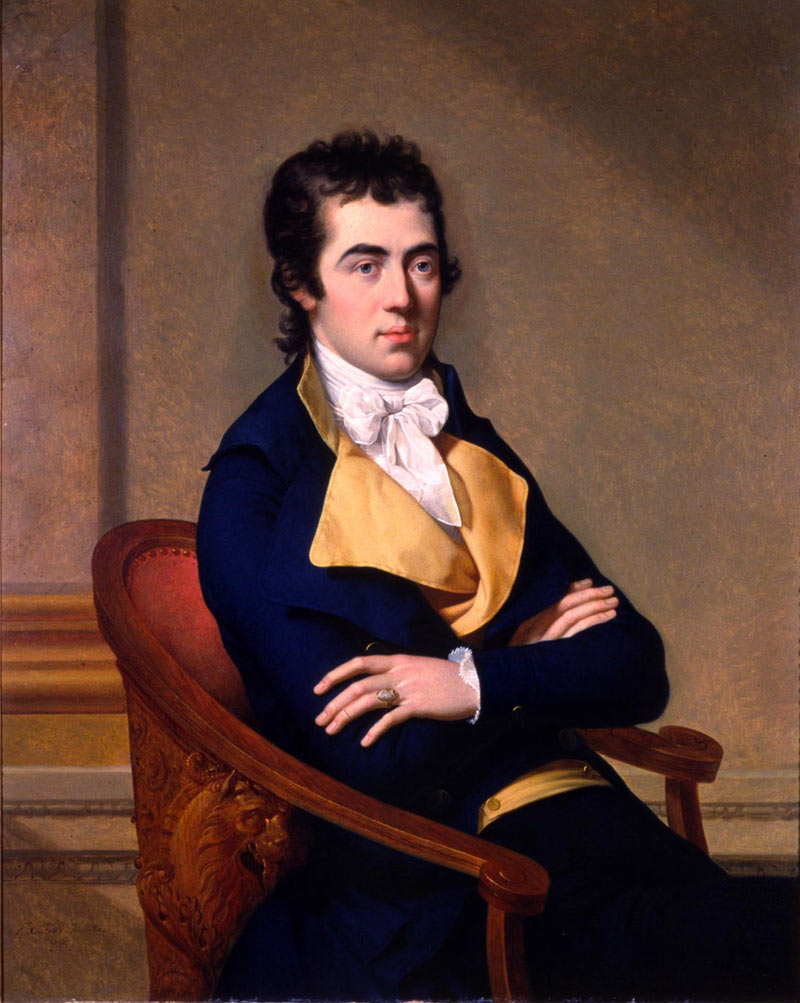
1795年のホランド卿（フランソワ＝グザヴィエ・ファーブル画）

1773年11月21日に庶民院議員スティーヴン・フォックス（初代フォックスリーのホランド男爵ヘンリー・フォックスの長男）とその妻メアリー(初代アッパー・オソリー伯爵ジョン・フィッツパトリックの娘)の間の唯一の男子として生まれる。父スティーヴンは初代フォックスリーのホランド男爵ヘンリー・フォックスと初代（ホランドの）ホランド男爵キャロライン・フォックスの間の長男であり、1774年7月の両親の相次ぐ死で2つのホランド男爵位を継承したが、同年12月に両親の後を追うように死去した。そのためヘンリーが1歳にして2つのホランド男爵位を継承することになった。
イートン校を経てオックスフォード大学クライスト・チャーチへ進学。
1792年に創設された「人民の友協会」に参加し、ホイッグ党の指導者である叔父チャールズ・ジェームズ・フォックスの派閥に属するチャールズ・グレイ議員(後の第2代グレイ伯爵)の薫陶に従うようになった。
1796年に貴族院議員に列して議会入りした。ホイッグ党に所属し、叔父チャールズの自由主義的立場を代弁するようになった。1797年にはエリザベス・ヴァサルと結婚し、1800年に勅許を得て妻の家名を加えた「ヴァサル＝フォックス」に改姓した。
叔父と同様に革命後のフランス要人と親しく、1802年から1805年にかけてはフランスとスペインで過ごしている。

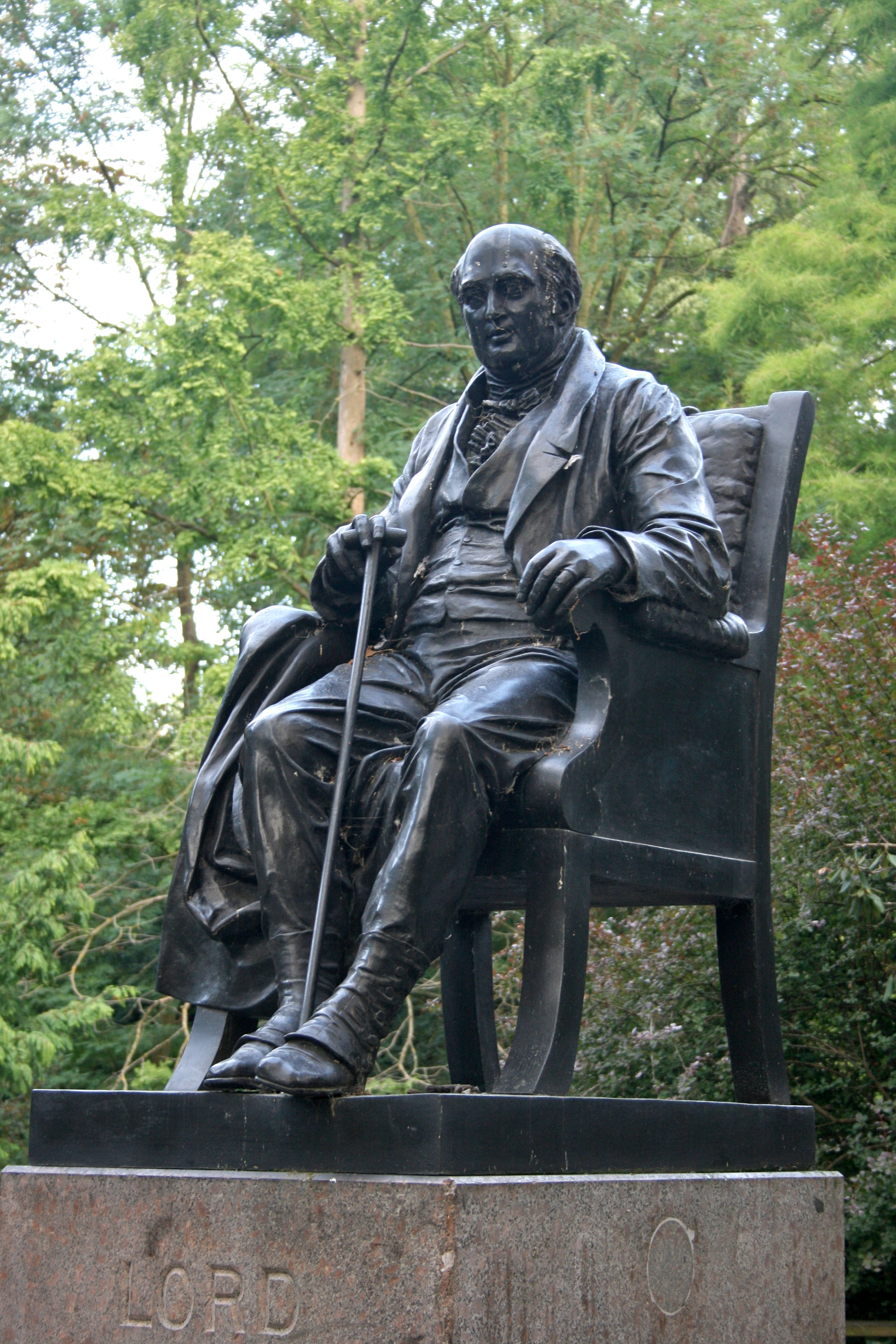
ロンドン・ケンジントン・アンド・チェルシー区のホランド・パークに立つホランド卿の像

1806年2月には初代グレンヴィル男爵ウィリアム・グレンヴィルとホイッグ党首叔父チャールズの連携によって総人材内閣が成立。その影響でホランド卿も8月には枢密顧問官に列する。さらに叔父が同年9月に死去した後の10月に王璽尚書として総人材内閣に入閣した。1807年3月に同内閣が倒れるまで在職した。
総人材内閣崩壊後、1830年の第2代グレイ伯爵チャールズ・グレイ内閣成立までホイッグ党の長い野党生活が始まるが、叔父チャールズの死後のホイッグ党はいくつかの派閥に分裂した。その中でホランド卿は旧派ホイッグ（Old Whig）と呼ばれる叔父の思想を引き継ぐ改革派閥を率いるようになった。そのため彼の屋敷であるホランド・ハウスは改革派議員の重要な会合場所として知られるようになった。彼の派閥から出た有名な改革派政治家にジョン・ラッセル卿（後の初代ラッセル伯爵）がいる。
旧派ホイッグ以外のホイッグ党の派閥としてはグレイ伯爵を中心とする超ホイッグ（Ultra Whig）、第3代ランズダウン侯爵ヘンリー・ペティ＝フィッツモーリスを中心とする親トーリー的な穏健派（Moderates）、オルソープ子爵ジョン・スペンサーを中心とする若手議員の集まり青年ホイッグ（Young Whig）があった。しかしホランド卿は人民の友協会創設以来グレイ伯爵の薫陶に従ってたし、オルソープ子爵もグレイ伯爵との関係が悪くなかったので、ホイッグ党内で最も大きな力を持っていたのはグレイ伯爵だった。
ホランド卿はトーリー党自由主義勢力カニング派（特に第3代パーマストン子爵ヘンリー・ジョン・テンプル）に注目し、彼らをホイッグ党に引き込むことに腐心した。しかしホイッグ左派はカニング派指導者ウィリアム・ハスキソンとの関係が良くなかったため、ハスキソンの存命中は取り込みはうまくいかなかった。この状況はハスキソンが1830年9月に鉄道事故死したことで好転する。ハスキソン事故死後すぐにもホランド卿とパーマストン子爵や第2代メルバーン子爵ウィリアム・ラムらカニング派議員の会合の場がもたれ、来たるホイッグ政権ではカニング派に外交と通商を任せることを確約することでカニング派取り込みに成功した。
これによりホイッグとカニング派とウルトラ・トーリーの議会での連携がなり、トーリー党政権は総辞職に追い込まれた。そして1830年11月にもホイッグ党政権グレイ伯爵内閣が成立した。ホランド卿は同内閣にランカスター公領大臣として入閣した。つづく1834年7月成立の第一次メルバーン子爵内閣にも留任した。短期間の保守党政権を挟んで1835年から1840年にかけて再成立した第二次メルバーン子爵内閣でもランカスター公領担当大臣を務めた 。これらの政権下でホランド卿は特に外交に大きな影響力を及ぼした。彼は相変わらず親仏派であり、自由主義的なフランス7月王政を強く支持していた（特にタレーランと親しかった）。そのためフランスに警戒感を持つ外相パーマストン子爵とは事あるごとに対立することになった。
閣僚在職のまま1840年10月22日に死去した。彼は最期の瞬間までシリア（東方問題）を巡ってフランスとの関係が悪化していることを懸念していたという。爵位は生存している最年長の嫡出男子ヘンリー・フォックスが継承した。

## 爵位
1774年12月26日の父スティーヴン・フォックスの死去により以下の爵位を継承した
- リンカーン州におけるホランドの第3代ホランド男爵 (3rd Baron Holland, of Holland in the County of Lincoln)
(1762年5月3日の勅許状によるグレートブリテン貴族爵位)
- ウィルトシャー州におけるフォックスリーの第3代ホランド男爵 (3rd Baron Holland of Foxley, of Foxley in the County of Wiltshire)
(1763年4月17日の勅許状によるグレートブリテン貴族爵位)

## 家族
1797年にリチャード・ヴァサルの娘エリザベス(1771-1845)と結婚。彼女との間に以下の4子を儲けた。。
- 長男チャールズ・リチャード・フォックス（英語版） (1796-1873) ： 結婚前に生まれた非嫡出子。陸軍大将、庶民院議員。
- 次男スティーヴン・フォックス (-1800)
- 三男ヘンリー・エドワード・フォックス（英語版） (1802-1859) ： 第4代ホランド男爵位を継承
- 長女メアリー・エリザベス・フォックス ： 第3代リルフォード男爵（英語版）トマス・ポイス（英語版）と結婚